# Guerra Constitucionalista de Nicaragua
Guerra Constitucionalista de Nicaragua fue un conflicto político y militar que se desencadenó en Nicaragua tras el golpe de Estado conocido como "El Lomazo" llevado a cabo por Emiliano Chamorro Vargas, caudillo político y militar del partido conservador el 17 de enero de 1926 contra el gobierno del presidente Carlos José Solórzano, constitucionalmente elegido en las elecciones de 1924; se daría por terminado el 4 de mayo de 1927 con el llamado Pacto del Espino Negro firmado en Tipitapa por José María Moncada, General en Jefe del Ejército Liberal Constitucionalista y Henry L. Stimson, representante del gobierno estadounidense del Presidente Calvin Coolidge que apoyaba al presidente de Pacto Adolfo Díaz Recinos.

## Antecedentes
Emiliano Chamorro había firmado los Acuerdos de Washington de 1923. En ellos, se suscribió que los gobiernos centroamericanos y norteamericano no reconocerían a ninguno que, en cualquiera de las repúblicas de Centroamérica, surgiera un presidente "por un golpe de Estado o de una revolución contra un gobierno reconocido".
Después del acuerdo libero-conservador, conocido como "Pacto de Transacción" de 1924, en las elecciones inmediatas triunfó la fórmula conservadora republicana apoyada por el presidente Bartolomé Martínez, misma que estaba constituida por el conservador Carlos Solórzano (presidente) y el liberal Juan Bautista Sacasa (vicepresidente) y resultó derrotado el conservador Emiliano Chamorro. 
Conforme a lo dictado en la Constitución, los ganadores asumieron la Presidencia del país el 1 de enero de 1925.

## El detonante: el golpe de Estado de enero de 1926
Desde el 25 de octubre de 1925, Chamorro impulsó acciones de desestabilización contra el gobierno de Solórzano que culminaron con el golpe de Estado del 17 de enero de 1926 conocido como "El Lomazo". El gobierno estadounidense no lo reconoció porque había violado los acuerdos citados. La Constitución ordenaba que, en caso de renuncia del Presidente, quien debía asumir la Presidencia era el vicepresidente. Por tanto, le correspondía al liberal Sacasa. 
En definitiva los estadounidenses no aceptaron ni a Chamorro ni a Sacasa. A través de las "Notas Kellogg", presionaron para que Chamorro renunciara al poder. 
Ante la falta de reconocimiento internacional, Chamorro dejó el poder, pero en otro conservador. Tras una breve presidencia interina de Sebastián Uriza, nuevamente ocupó la Presidencia Adolfo Díaz. 
Sacasa, entonces se nombró Presidente el 14 de noviembre de 1926, alegando que la Constitución le daba ese derecho. Otra vez, los bandos políticos criollos se enfrentarían en otra guerra fratricida.